# Teatro Colón
El Teatro Colón es un teatro de ópera, ballet y conciertos de la ciudad autónoma de Buenos Aires, la capital de Argentina. Es considerado uno de los diez mejores teatros de ópera del mundo según National Geographic. Según una encuesta realizada por el experto en acústica Leo Beranek a destacados directores internacionales de ópera y de orquesta, el Teatro Colón posee la sala con la mejor acústica para ópera y la segunda mejor para conciertos del mundo.
El actual Colón sustituyó al teatro original, inaugurado en 1857. A finales de siglo, se hizo evidente la necesidad de construir un nuevo teatro y, tras un proceso de veinte años, el actual teatro abrió sus puertas el 25 de mayo de 1908 con Aida de Giuseppe Verdi.
El Teatro Colón fue visitado por los cantantes y compañías de ópera más destacados de la época, que a veces continuaban su gira por otras ciudades como Montevideo, Río de Janeiro y São Paulo.
Tras este periodo de gran éxito internacional, el declive del teatro se hizo evidente y se planificó una renovación a gran escala. Tras un inicio de las obras de restauración del edificio emblemático en 2005, el teatro cerró por reformas desde octubre de 2006 hasta mayo de 2010. Reabrió sus puertas el 24 de mayo de 2010, con un programa para la temporada 2010.
El teatro fue declarado Monumento Histórico Nacional en 1991. Es sede de la Orquesta Estable, el Coro Estable, el Ballet Estable del Teatro Colón y de la Orquesta Filarmónica de Buenos Aires. También funcionan en su sede el Centro de Experimentación del Teatro Colón, el Instituto Superior de Arte, con su Academia Orquestal, el Coro de Niños y el programa Colón Contemporáneo.

## Historia
El teatro Colón funcionó en dos edificios, el primero ubicado en la plaza de Mayo hasta 1888 y el segundo situado frente a la plaza Lavalle, que tardó 20 años en ser construido hasta su inauguración en 1908. Este terreno antiguamente albergaba la estación del Parque, la primera estación ferroviaria de la República Argentina como cabecera del Ferrocarril Oeste de Buenos Aires.
A lo largo de su historia han actuado en el teatro Colón las principales figuras de la ópera, la música clásica y el ballet mundial, como Arturo Toscanini, Erich Kleiber, Otto Klemperer, Fritz Busch, Wilhelm Furtwängler, Nijinski, Caruso, Regina Pacini, Anna Pavlova, Maia Plissetskaya, Margot Fonteyn, Mijail Barishnikov, Antonio Gades, Richard Strauss, Igor Stravinsky, Camille Saint-Saëns, Manuel de Falla, Aaron Copland, Herbert von Karajan, Leonard Bernstein, Mstislav Rostropovich, Zubin Mehta, María Callas, Alfredo Kraus, Yehudi Menuhin, Pau Casals, Rudolf Nuréyev, Jessica Langer, Maurice Béjart, Plácido Domingo, José Carreras, Luciano Pavarotti, Lily Pons, Victoria de los Ángeles, Montserrat Caballé, Kiri Te Kanawa, entre otros, y artistas argentinos como Héctor Panizza, Alberto Ginastera, Jorge Donn, Norma Fontenla, José Neglia, Olga Ferri, Julio Bocca, Maximiliano Guerra, Paloma Herrera, Daniel Barenboim, Armando Krieger, Marta Argerich, Astor Piazzolla y otros artistas populares como el Chaqueño Palavecino, Les Luthiers, Valeria Lynch, Patricia Sosa, Palito Ortega, Marilina Ross, Luis Pereyra, Nicole Nau y Karina La Princesita que también accedieron a sus tablas en la última década.
Entre los principales acontecimientos de su historia se destacan la creación de los cuerpos estables en la década de 1920 y su municipalización en 1931. En 1946, el peronismo impulsó una política de apertura a la música popular y de mayor democratización del público habitual, que fue revertida luego de su derrocamiento en 1955, y nuevamente retomada cuando se recuperó la democracia en 1983.[cita requerida]
En 2006 se inició un trabajo de restauración plena que se extendería hasta 2010, cuando fue reinaugurado el 24 de mayo en conmemoración del Bicentenario de la Argentina.
En 2020 y 2021, estuvo quince meses cerrado al público (excepto por un ciclo de conciertos en homenaje a Astor Piazzolla), debido a la Pandemia de COVID-19.

## Financiamiento

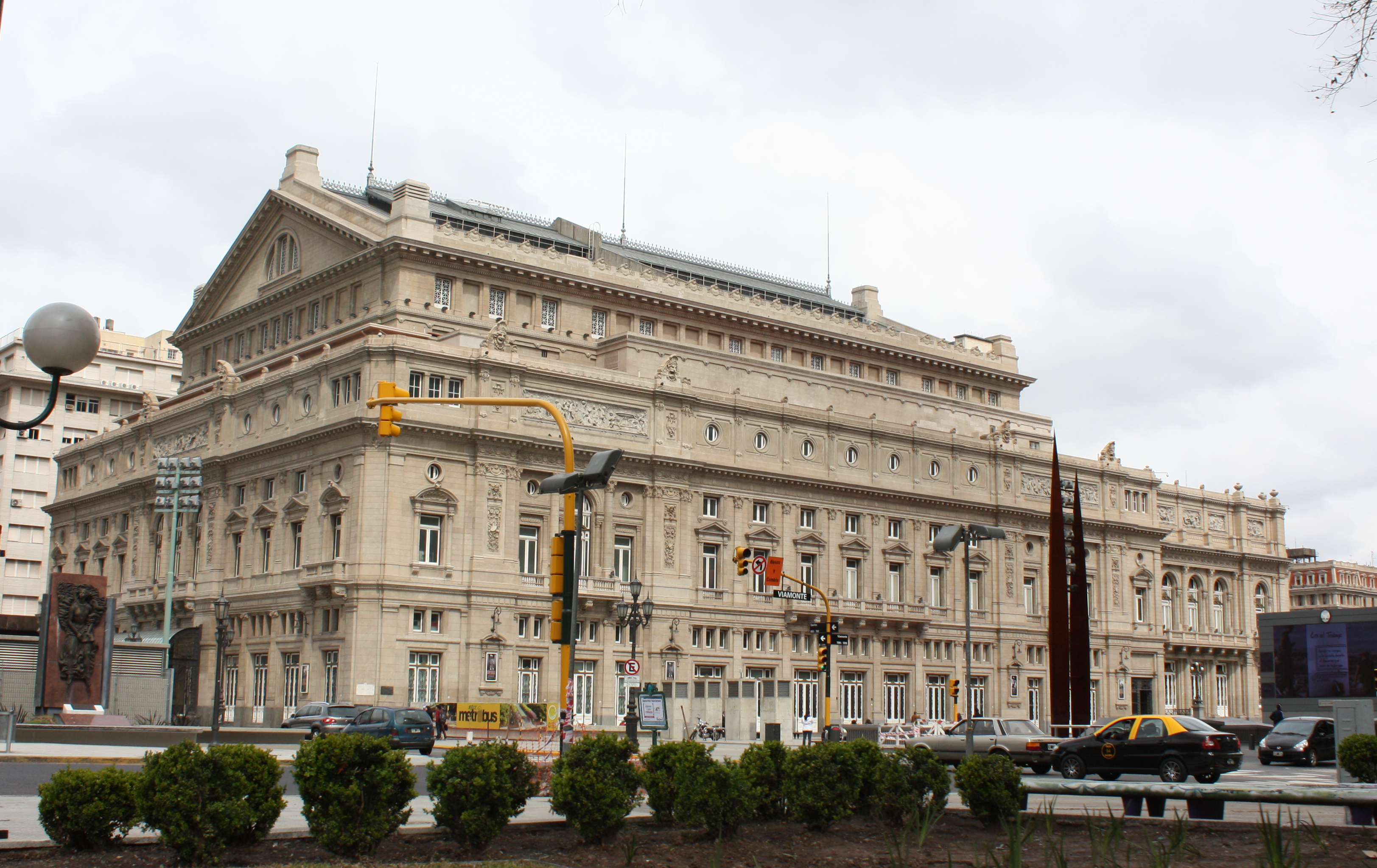
Vista lateral del Teatro Colón

La iniciativa de crear el primer Teatro Colón en Buenos Aires, Argentina, fue originalmente una iniciativa privada. A fines del siglo XIX un grupo de miembros de la alta sociedad argentina y empresarios se reunió con el propósito de establecer un teatro de ópera de clase mundial en la ciudad. El objetivo era construir un teatro que rivalizara con los grandes teatros de ópera europeos y que brindara a Buenos Aires un espacio cultural de primer nivel.

Este grupo de ciudadanos adinerados y amantes de la ópera fundó una sociedad llamada "Comisión Pro Teatro" en 1883, que se encargó de recaudar fondos y llevar a cabo los planes para la construcción del Teatro Colón. La Comisión Pro Teatro organizó eventos de recaudación de fondos, donaciones privadas y sorteos para financiar el proyecto.

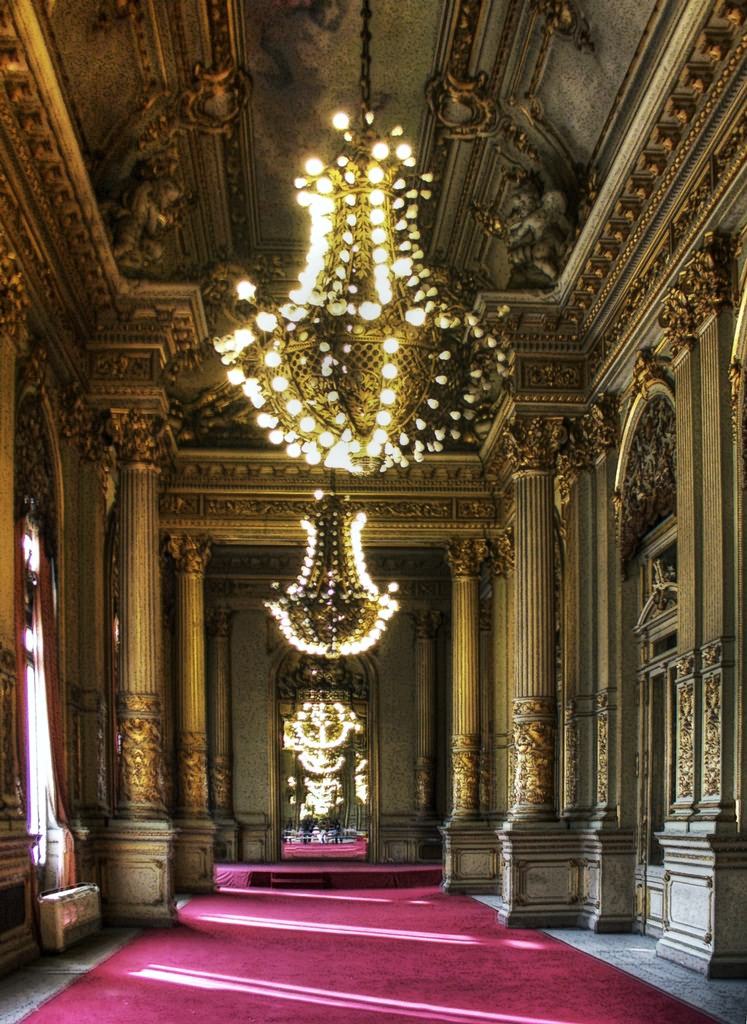
Interior del teatro

Si bien el Gobierno de la Ciudad de Buenos Aires también proporcionó apoyo financiero en ciertos momentos y aprobó la donación de terrenos para la construcción del teatro, la iniciativa original y la mayor parte de la financiación provinieron del sector privado, especialmente de aquellos que estaban interesados en promover las artes y la Cultura de Argentina. Se sabe que hubo contribuciones significativas tanto del gobierno como de ciudadanos adinerados. Durante el proceso de construcción, hubo momentos en los que el Gobierno de la Ciudad de Buenos Aires proporcionó fondos públicos considerables para avanzar en el proyecto. Además, la realización de loterías y eventos de recaudación de fondos organizados por comités privados también desempeñó un papel importante en la financiación del teatro.
Dicho esto, históricamente, se ha destacado la contribución del empresario y filántropo italiano Ángel María de Estrada, quien realizó donaciones significativas para apoyar la construcción del Teatro Colón. Estrada, junto con su esposa Clara María Ristori, hizo importantes contribuciones financieras y se comprometió profundamente con el proyecto. Si bien es difícil determinar con exactitud cuánto dinero aportó, la participación y el apoyo de donantes individuales como Ángel María de Estrada fueron cruciales para el éxito de la construcción del Teatro Colón.
El segundo Teatro Colón, ubicado en su ubicación actual en Buenos Aires, Argentina, fue financiado en gran parte por el gobierno de la ciudad y la municipalidad de Buenos Aires con algunas contribuciones privadas y la venta de abonos de palcos. Se convocó a licitación pública para su construcción, y la municipalidad tomó un papel importante en la supervisión y financiamiento del proyecto. 

## Edificio

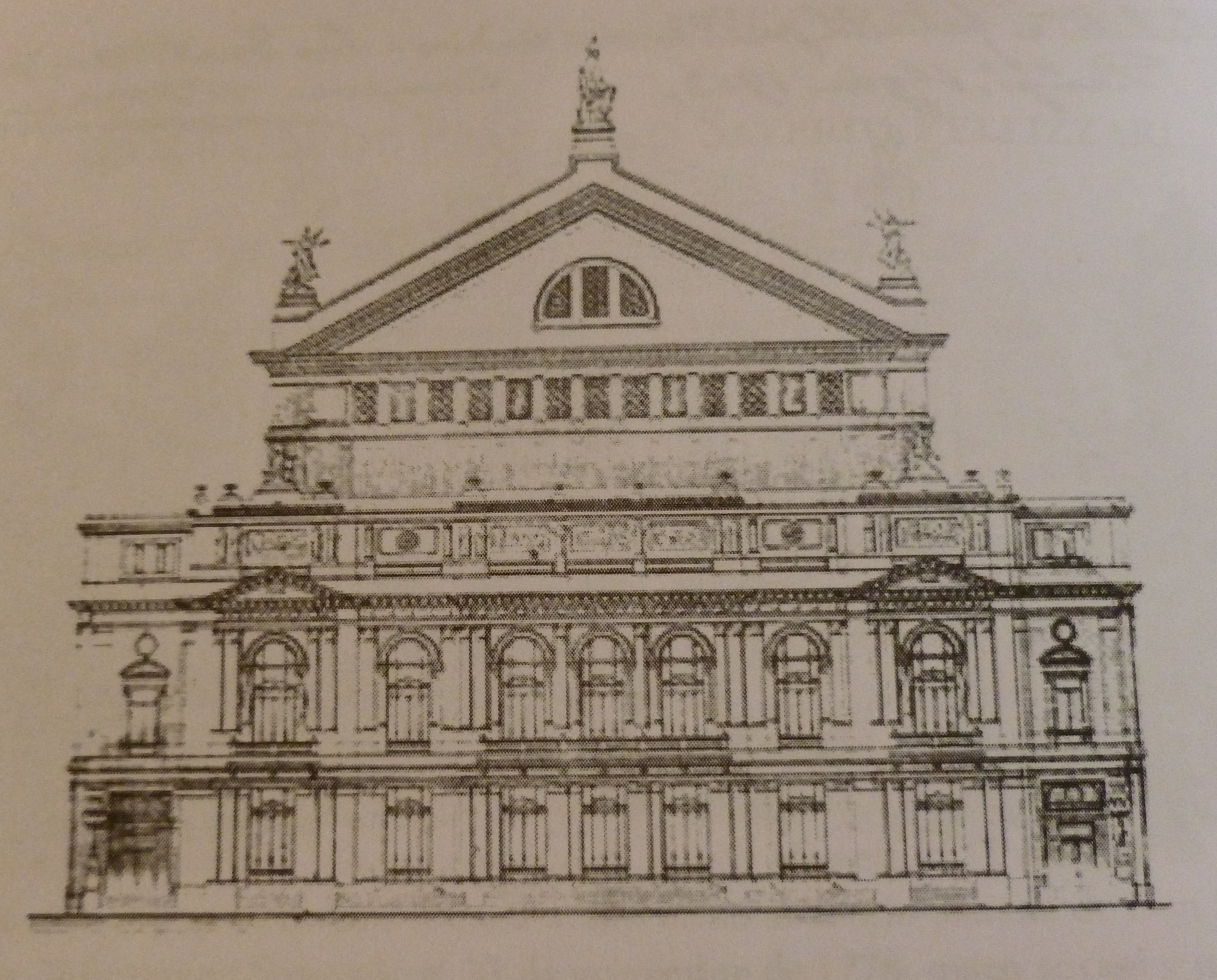
Segundo Teatro Colón. Dibujo de Víctor Meano, 1892

El edificio ocupa 8200 metros cuadrados –con una superficie total de 58 000 m²– en el predio delimitado por las calles Tucumán, Libertad, el pasaje Arturo Toscanini y la calle Cerrito (Av. 9 de Julio).

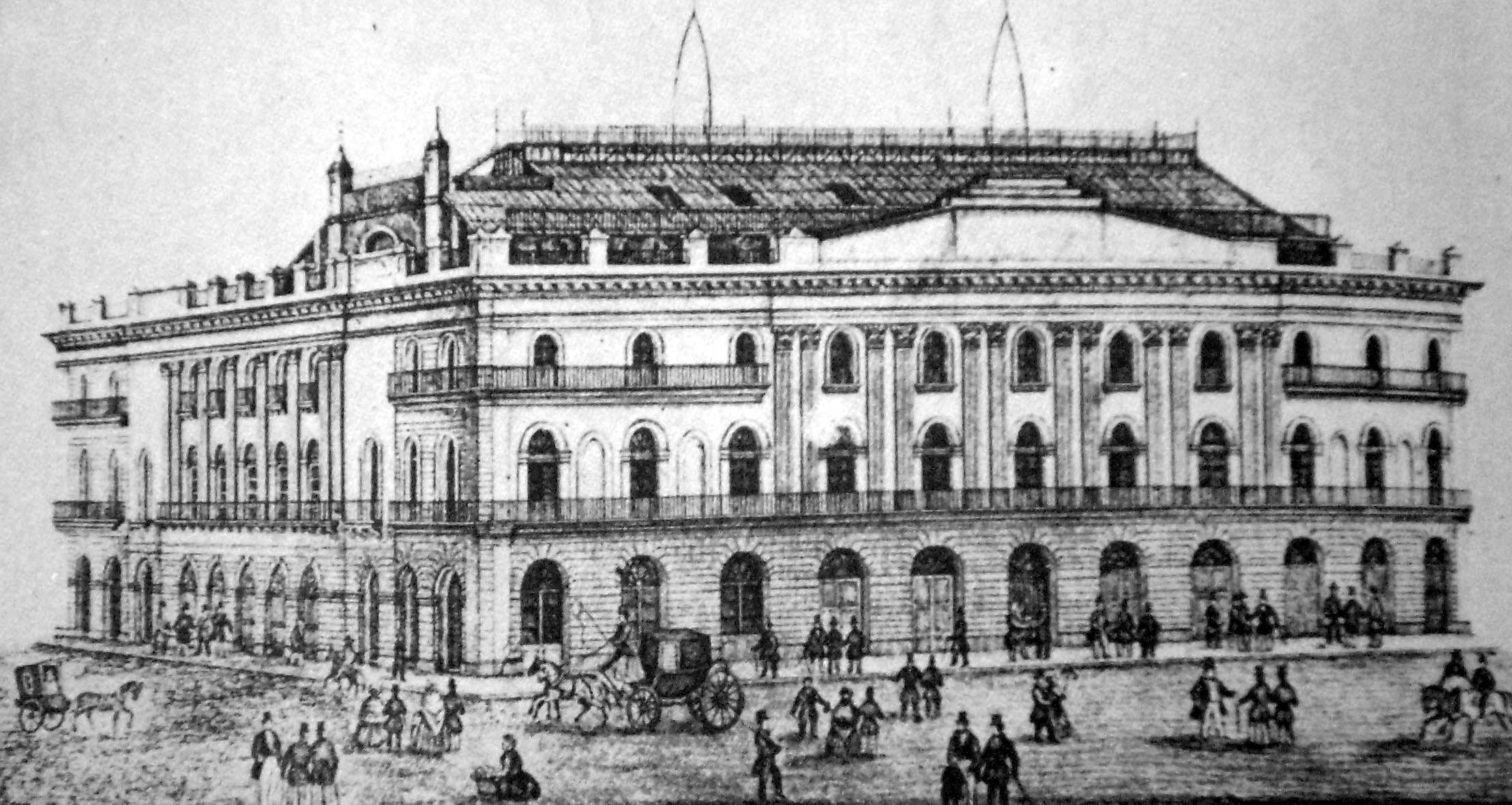
Primer Teatro Colón, en plaza de Mayo, hoy manzana del Banco Nación

El Instituto Superior de Arte, la biblioteca, el Centro de Experimentación y los talleres conforman dependencias extraordinarias que diferencian al Teatro Colón de otros teatros del mundo ya que la mayoría de los telones, elementos escenográficos, vestuario y todo lo necesario para una puesta en escena completa se construyen en el mismo edificio. Tanto el instituto como los talleres y los cuerpos estables de coro, orquesta y ballet son un semillero de talentos que han dado prueba de la capacidad profesional y artística de sus egresados y empleados.

### Foyer

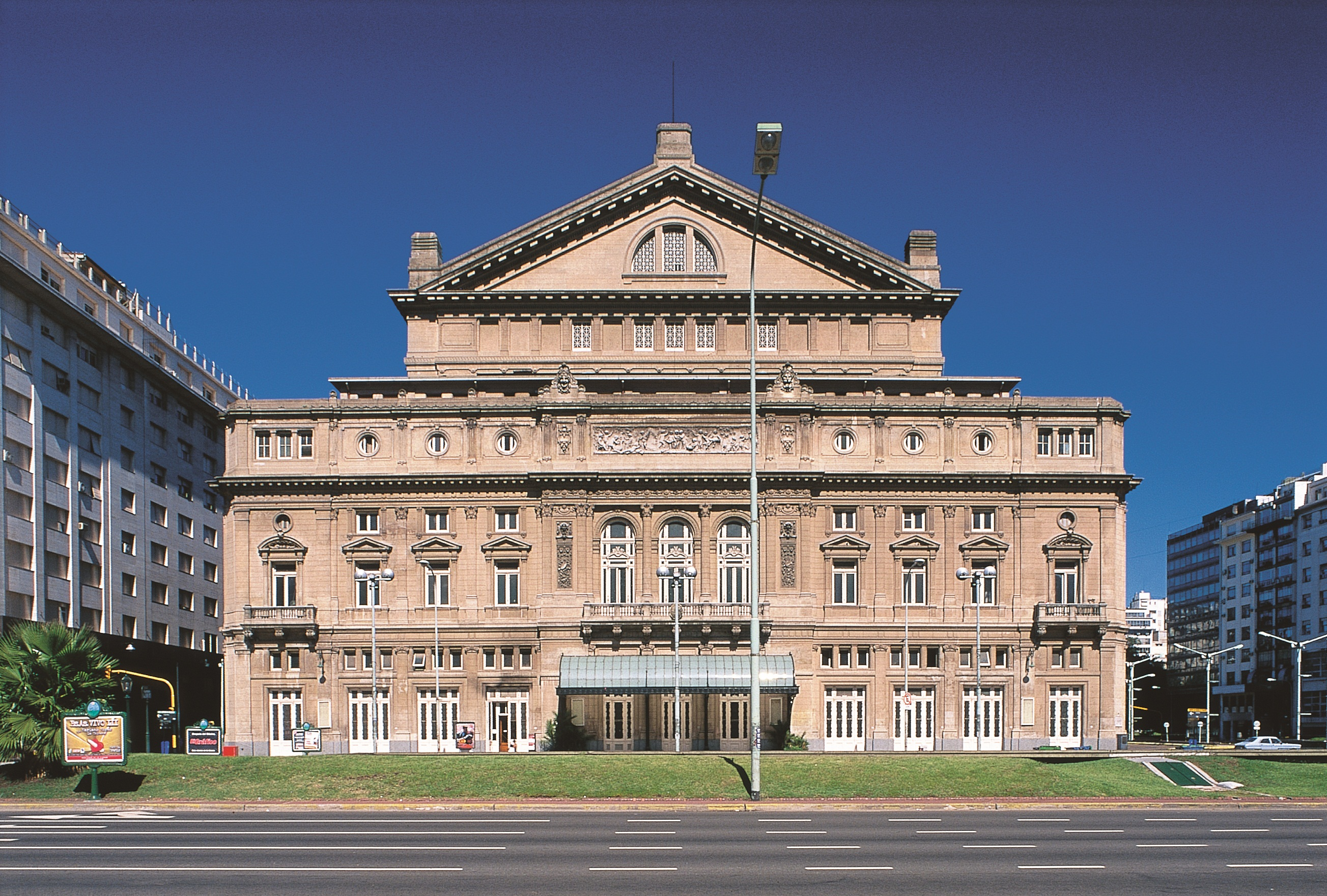
Fachada posterior del teatro sobre la calle Cerrito

La entrada principal se encuentra sobre la calle Libertad, bajo una marquesina de hierro forjado, y conduce a un gran foyer adornado por columnas con basamento de mármol rojo de Verona, recubiertas de estuco para imitar el mármol botticino y con aplicaciones de estuco dorado.
El piso, con diseño de guardas y motivos decorativos, está cubierto por teselas de gres de forma irregular. Sobre el foyer se encuentra una cúpula octogonal de cristal traída de la casa Gaudin en París. Tiene ocho musas «que invitan al espectador a subir al mundo de las artes».
La escalinata de entrada, construida en mármol de Carrara, está flanqueada por dos cabezas de león talladas en piezas únicas. Mármoles amarillos y rosados de Siena y Portugal dan distintos matices de color y textura a la balaustrada. Sucesivas escalinatas llevan a los niveles superiores.

### Salones

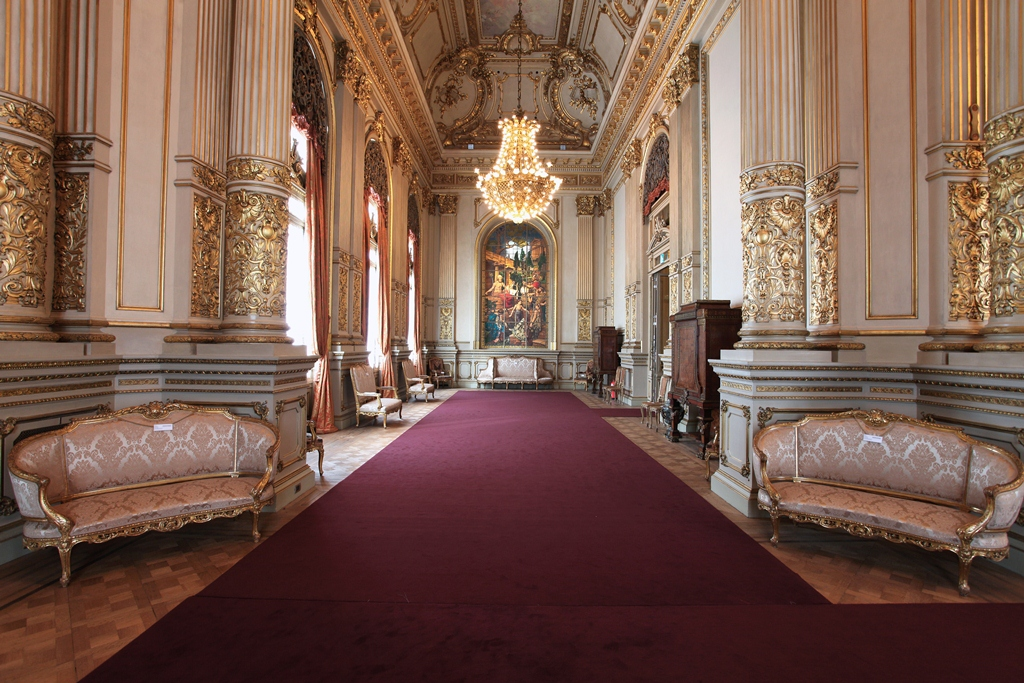
El Salón Dorado del teatro

El tradicional paseo durante los intervalos permite la visita a los grandes salones del Colón. El Foyer de los Bustos, decorado con los bustos de los compositores Mozart, Bellini, Bizet, Beethoven, Gounod, Rossini, Verdi y Wagner, realizados por Luis Trinchero y con el grupo escultórico llamado El Secreto, de Eberlein, comunica con el Salón Blanco. De estilo renacentista francés, es el antepalco de la platea balcón en funciones oficiales y se utiliza frecuentemente para reuniones formales, conferencias y agasajos. Dos grandes galerías, coronadas por vitrales, ofrecen una vista muy amplia del hall de entrada y conducen de la Galería de los Bustos al Salón Dorado.
El Salón Dorado es de inspiración francesa, reminiscente del Grand Foyer de la Ópera de París. El dorado a la hoja de su decoración, las columnas talladas, las arañas, los vitrales de Gaudin con imágenes de Homero y Safo y el mobiliario son reflejados por una sucesión de espejos que potencia su fastuosidad. Convertido ya en una sala con vida propia, el Salón Dorado es centro permanente de conciertos de música de cámara, conferencias y exposiciones paralelas a la actividad de la sala, con entrada libre y gratuita.

### Sala principal

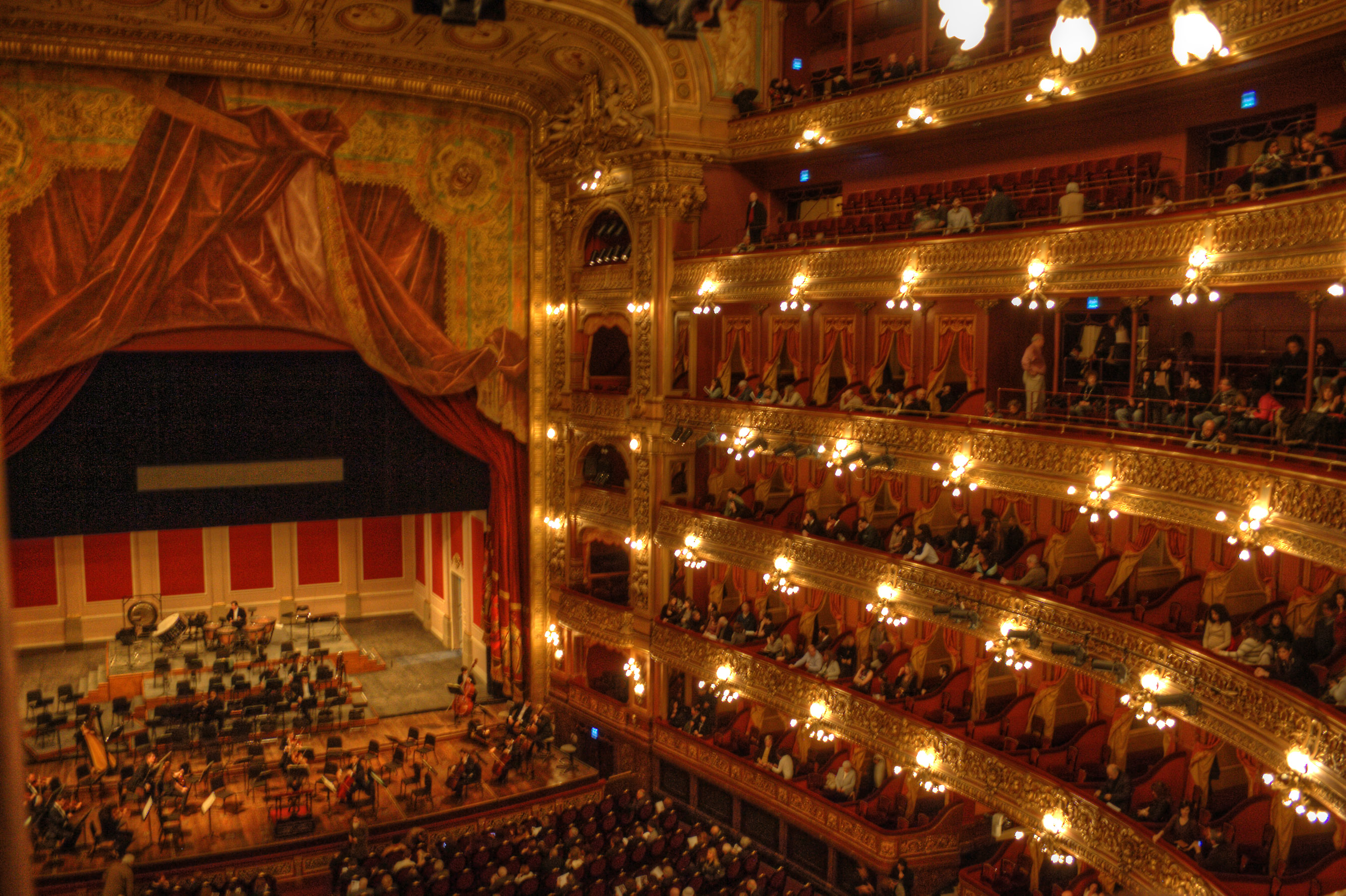
Sala principal

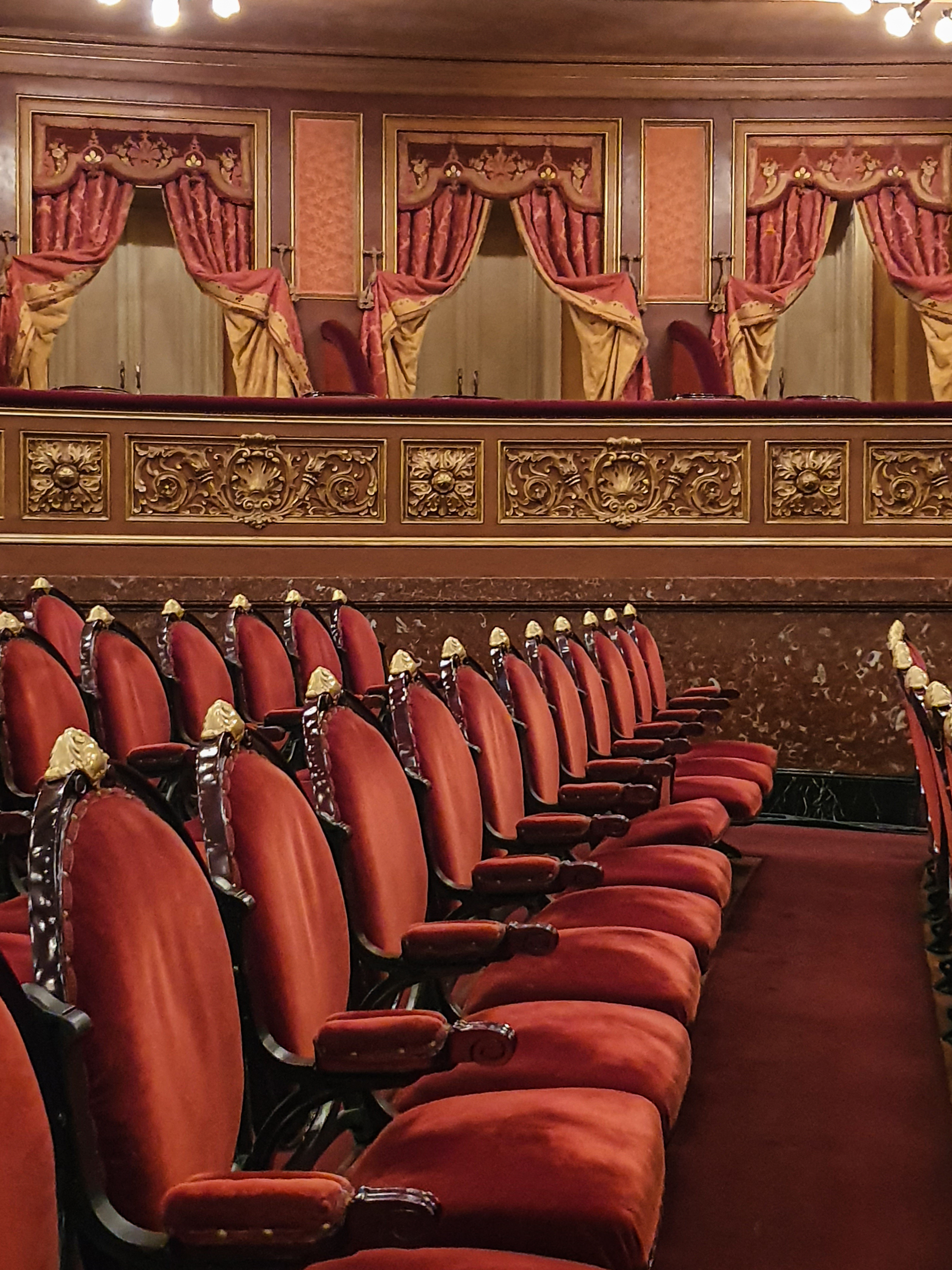
Vista lateral de la sala principal

La sala principal -una de las mayores del mundo- tiene 32 metros de diámetro, 75 de profundidad y 28 de altura en un entorno de estilo ecléctico, que combina el neorrenacentismo italiano y el barroco francés, con una rica decoración en dorado y escarlata. Dividida en siete niveles, tiene capacidad para 2487 espectadores sentados y alcanza los 3000 si se incluyen los de pie. El escenario tiene 35 metros de profundidad por 34 de ancho y la boca de escena es una de las más grandes en los teatros con forma de herradura a la italiana.
Un centenar de apliques de bronce con tulipas de diseños variados y numerosas cajas con luz indirecta, sumados al rojizo y fresa de la tapicería y al oro pálido y marfil antiguo de los elementos de decoración, otorgan a la sala un tinte cálido y acogedor.
La platea está formada por 632 butacas de hierro forjado y madera, tapizadas en pana y dispuestas en 22 filas, divididas en dos por un corredor central.
Desde las entradas laterales hasta el escenario hay, a la derecha e izquierda, sendas filas de cinco palcos baignoire o grillés, construidos bajo el nivel de la platea y cerrados por una reja removible de bronce. Utilizados originalmente por el sector del público que guardaba luto o no quería ser visto, esos recintos -que el arquitecto Meano llamaba "palquitos con reja"- albergan hoy cabinas de grabación de audio y video, así como de retransmisión de los espectáculos por radio o televisión. Estas grabaciones forman parte del archivo del Colón.
Desde la platea se elevan tres niveles de palcos: bajos, balcón y altos. Construidos a la francesa, abiertos y con divisiones bajas, una cortina de brocado de seda color rosa viejo los separa de su antepalco, amueblado con banquetas, espejos y percheros. Los pisos superiores reciben los nombres de cazuela, tertulia, galería y paraíso. A las localidades con asiento se suman más de quinientos lugares para espectadores de pie, distribuidos en esos cuatro niveles.

#### Cúpula

Cúpula de la sala

Originalmente la cúpula de la sala principal fue pintada por Marcel Jambon, un artista francés, y contó con la colaboración de Jean Baptiste Edouard Detaille. Las pinturas fueron realizadas en su atelier de París y representaban al dios Apolo en un carro tirado por cuatro corceles blancos, presidiendo un cortejo de musas.
La pintura original se mantuvo hasta los años 1930, cuando las filtraciones de humedad arruinaron la obra. Algunas fuentes indican que fue producto de haber colocado barras de hielo sobre el plafond durante un baile de carnaval en 1936, mientras que otras establecen que, dado el ángulo del techo del teatro, el revestimiento con chapas de plomo no era el indicado y con los años se produjo un resquebrajamiento que facilitó las filtraciones durante los días de lluvia.
La cúpula se mantuvo sin la pintura decorativa hasta mediados de la década de 1960, cuando se decidió volver a agregarla. La idea de realizar una obra nueva en lugar de reproducir la original fue inspirada en el trabajo realizado en la Ópera de París por Marc Chagall, quien en 1964, a pedido del gobierno francés, sustituyó el plafond realizado por Jules Eugène Lenepveu entre 1869 y 1871. Por iniciativa de Manuel Mujica Lainez, se encargó entonces a Raúl Soldi la decoración de la cúpula del teatro, tarea por la que no pidió ninguna remuneración y en la que trabajó entre diciembre de 1965 y marzo de 1966. La obra, compuesta de dieciséis telas que abarcan 320 metros cuadrados, fue realizada en un principio en el piso 11 del Teatro San Martín y fue colocada finalmente en la cúpula utilizando un andamio de casi 30 metros.

[…] He querido hacer de la cúpula un espejo, una memoria de colores que evoque la magia de este teatro. Al poner las manos en el proyecto, pensé fijar en el techo todo lo que acontece y aconteció en el escenario. De este modo surgió la idea de esa ronda en espiral invadida por cincuenta y una figuras, incluyendo los duendes del Teatro, que logré rescatar escondidos en cada rincón del mismo […].
Raúl Soldi

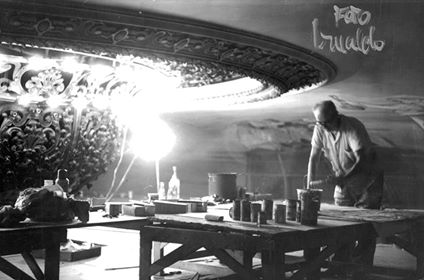
Raúl Soldi trabajando en la obra

La nueva pintura fue inaugurada el 25 de mayo de 1966 con la representación de Antiguas danzas y aires, de Ottorino Respighi. El vestuario, diseñado también por Soldi, era el mismo que el que llevan los personajes que decoran la pintura.
En el centro se encuentra una araña o plafonnier de bronce de más de una tonelada de peso. Realizada por los hermanos Azaretto y elevada por primera vez en 1908, esta araña de bronce en forma de semiesfera tiene un diámetro de 7 metros y posee 730 bombitas eléctricas y un centenar de apliques y diseños de tulipas. Durante la restauración del teatro finalizada en 2010 se rehízo el sistema de descenso, construyendo un sistema automatizado que la baja hasta el suelo para tareas de limpieza y mantenimiento. También se reconstruyeron las tulipas y partes de bronce faltantes, sometiéndolas a un proceso de oxidación con fuego para que se parecieran a las antiguas. Todas estas tareas de restauración de la araña estuvieron a cargo de Juan Carlos Pallarols.
En la cúpula existe también un corredor con espacio en su interior que permite albergar músicos y desde allí generar distintos efectos de sonido o las voces celestiales de algunas óperas.

## Instituto Superior de Arte del Teatro Colón

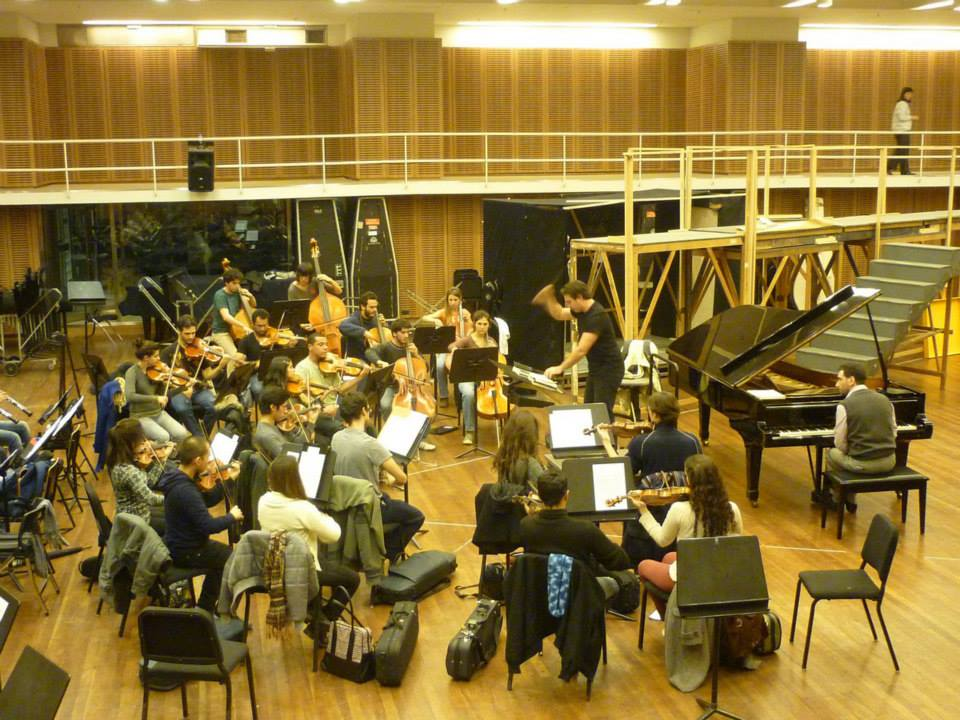
Ensayo de la Orquesta Académica del Instituto Superior de Arte en la Sala Bicentenario del teatro

El Instituto Superior de Arte del Teatro Colón surgió en 1960 como resultado de la fusión de las distintas academias de enseñanza que funcionaban previamente, entre ellas, la Escuela de Ópera del Teatro Colón que funcionaba desde 1937. Su primer director fue Enrique Sivieri. Desde 2007, como consecuencia del comienzo de las obras de restauración del teatro a cargo del ingeniero Hannes Vangowert, se encuentra repartido en numerosas dependencias, con horarios de clase reducidos y a la espera de una sede definitiva. Desde febrero de 2015 su director es el compositor Claudio Alsuyet.
El instituto forma profesionales en música y danza, algunos de los cuales han realizado carreras de proyección internacional, como los bailarines Olga Ferri, María Ruanova, Esmeralda Agoglia, Violeta Janeiro, Julio Bocca, Paloma Herrera, Marianela Núñez, Iñaki Urlezaga, Natalia Magnicaballi, Herman Cornejo, Erica Cornejo, Luciana Paris, Liliana Belfiore, Susana Agüero, Cecilia Figaredo, Eleonora Cassano, Hernán Piquín, Raúl Candal, Silvia Bazilis, Maximiliano Guerra, Silvina Perillo, Ludmila Pagliero, Karina Olmedo, Maricel De Mitri y Norma Fontenla y José Neglia y los cantantes Bernarda Fink, Ana María González,  Jessica Langer, María Cristina Kiehr, Verónica Cangemi, Dante Ranieri, Raúl Giménez y Cecilio Casas, entre otros.
Se dictan las carreras de:
- Danza Clásica
- Canto Lírico
- Dirección escénica o régie
- Preparación musical de ópera
- Caracterización
- Academia Orquestal

Además, a través de su cooperadora se dictan cursos cortos de:
- Canto
- Producción teatral
- Vestuario
- Maquillaje y peinado de época
- Perfeccionamiento escénico
- Danza
- Realización escenográfica

Por su aporte a la música clásica de Argentina, el Instituto recibió una Mención Especial otorgada por la Fundación Konex en 2009.

## Centro de Experimentación del Teatro Colón
El Centro de Experimentación del Teatro Colón (CETC) es un espacio de creación y circulación donde el público se encuentra con nuevas obras de artes escénicas de distinto género. Cuenta con una sala propia en el subsuelo del teatro. Fue creado en el año 1989 y presentó al público su primera obra en 1990. La mayoría de los trabajos que se presentan en el CETC son comisionados especialmente a compositores, coreógrafos o directores de escena, producidos en el teatro y presentados en calidad de estreno.
Fue creado por iniciativa del director del teatro Sergio Renán, con el objetivo de lograr una renovación del repertorio en ópera y ballet, es decir, dar a conocer al público un conjunto de estrenos. En 1990 se presentó la primera obra, Il Combattimento di Tancredi e Clorinda y Pierrot Lunaire op.21, ambas dirigidas por Gerardo Gandini, primer director del CETC.
El CETC ha incorporado otros géneros como el teatro, el teatro musical y géneros interdisciplinarios. Actualmente se dedica a dar a conocer las últimas tendencias en artes escénicas.
En su origen no tenía espacio físico propio y se fue moviendo por distintos teatros de la ciudad, como el Teatro Margarita Xirgu, La carbonera, el centro cultural Recoleta, Instituto Goethe, entre otros. Mientras tanto, se comenzó a acondicionar un espacio en el subsuelo del Teatro Colón, en el que en 1993 se presentó la primera obra.

## La música popular en el Teatro Colón

### Tango
A pesar de haber sido concebido, fundamentalmente, como un espacio dedicado a la música culta y, en especial, a la lírica, el tango estuvo presente en el Teatro Colón desde sus primeros años y si bien estuvo ausente durante algunos períodos, retornó con espectáculos de calidad y, en especial, en funciones de homenaje a grandes figuras de ese género como Osvaldo Pugliese y Aníbal Troilo. En los Carnavales de 1910 se organizaron allí bailes en los que actuó una orquesta de 50 profesores dirigida por Alfonso Paolantonio (1859-1939), que en ese momento era director de la banda municipal de música que, entre otras piezas, ejecutó tangos que bailaron los concurrentes que, según una crónica del diario La Nación no fueron muchos.
En la década del veinte el Teatro Colón aparece mencionado en algunos tangos: en el titulado «Noche de Colón», de Roberto Lino Cayo y Raúl de los Hoyos, estrenado en 1926 y en «Piuma al vento», con letra de Armando Tagini estrenado en 1929.
Otra reunión en el Colón con música de tango de la que tienen noticias fue el 14 de agosto de 1928 en ocasión de un «Gran Festival Artístico», donde actuaron orquestas, cantantes y bailarines dedicados a ese género. En 1931 hubo dos importantes espectáculos con fines benéficos en el Teatro Colón; en uno de ellos, con participación de destacadas cancionistas, se eligió por el voto del público como La Reina del Tango a Libertad Lamarque
El 18 de septiembre de 1933 actuaron las orquestas de Francisco Canaro, Julio De Caro, Roberto Firpo y Osvaldo Fresedo. En la década del treinta, hubo nuevos espectáculos de tango, especialmente para los Carnavales.
Durante el gobierno peronista actuaron, entre otras orquestas, las de Juan D'Arienzo, Alfredo De Angelis, Aníbal Troilo y Héctor Varela.
En 1964 se presentó el espectáculo Tango, con Troilo como figura central. El 17 de agosto de 1972, durante el gobierno militar de Lanusse, hubo un Concierto de música ciudadana en el que participaron las orquestas de Horacio Salgán, Florindo Sassone y Aníbal Troilo así como los conjuntos Sexteto Tango y el Conjunto 9 de Astor Piazzolla. El 24 de junio de 1975 -para el cuadragésimo aniversario de la muerte de Carlos Gardel- actuó la orquesta de Héctor María Artola, en mayo de 1980 lo hizo la Orquesta de Tango de Buenos Aires dirigida por Raúl Garello y Carlos García y el 11 de junio de 1983 actuó, con tal éxito que debió salir cinco veces al escenario para saludar a un público que lo aplaudía de pie, Astor Piazzolla acompañado de Enrique Roizner en batería, Héctor Console en el contrabajo, Oscar López Ruiz en guitarra, Pablo Ziegler en piano, Dalmar Guarnieri en viola, José Bragato en violonchelo y Fernando Suárez Paz y Hugo Baralis en violines.
En 1985, para los cincuenta años de la muerta de Gardel y con la presencia del presidente Raúl Ricardo Alfonsín, se realizó la función del Oratorio a Carlos Gardel por Atilio Stampone con su orquesta. El 26 de diciembre de 1985, Osvaldo Pugliese celebró su 80° cumpleaños. El público –estimado en unas 5000 personas que agotaron las entradas en el primer día de venta-, que permanecía de pie y coreaba alguno de los tangos, lo despidió con una ovación de diez minutos y cantando el «Feliz cumpleaños».
En diciembre del año 1989 fue presentada la opera Maraton bajo la dirección de Jaime Kogan con cantantes de opera como Mario Solomonoff, bailarines de Tango, como Nicole Nau. 
En mayo de 1992, Julio Bocca y Eleonora Cassano bailaron Piazzolla en concierto. En septiembre de 1996, Daniel Barenboim presentó música de tango en el Salón Dorado. El 8 de diciembre de 1998 se realizó la velada inaugural del Festival Internacional Buenos Aires Tango en el Teatro Colón, en la que se destacaron las ejecuciones de Leopoldo Federico y Horacio Salgán. El 14 de julio de 2004, la Orquesta del Tango de la ciudad de Buenos Aires, dirigida por Raúl Garello, Néstor Marconi y Juan Carlos Cuacci, realizó en el Teatro una función en homenaje al centenario del natalicio de Aníbal Troilo, cumplido tres días antes. El espectáculo se realizó con las entradas totalmente agotadas.
En agosto de 2006, los productores Gustavo Santaolalla y Gustavo Mozzi presentaron el Café de los Maestros, «el proyecto más ambicioso que haya tenido la música ciudadana de Buenos Aires, que se propone demostrar la vigencia de las viejas glorias del tango» que habían plasmado en un disco doble, un libro, y una película documental, producida por el brasileño Walter Salles, que se terminó de filmar en esa noche. El 3 de marzo de 2012 se realizó una función de homenaje a Horacio Salgán por sus 95 años, con la presentación de la orquesta de Salgán dirigida por su hijo y también pianista, César Salgán.
El 10 de agosto de 2015, en la apertura del Festival y Mundial de Tango de la Ciudad, Gabriel Mores, nieto de Mariano Mores dirigió al sexteto y a los cuarenta músicos de la Orquesta Filarmónica de Buenos Aires para recordar los éxitos de su abuelo.

### Folclore, jazz y rock
Además de tango, otras expresiones de la música popular tuvieron lugar en la principal sala lírica de la Argentina. 
En 1972, durante el Concierto de Música ciudadana organizado por el gobierno de Lanusse, se presentaron Ariel Ramírez, Jaime Torres, Domingo Cura, Eduardo Falú y Los Chalchaleros. Además, actúa por primera vez Mercedes Sosa.
En 1988, el conjunto folclórico de Los Hermanos Ábalos y el de Los Chalchaleros actuaron juntos en el Teatro, celebrando sus respectivos aniversarios de trayectoria artística.
En 2006 fue nuevamente Mercedes Sosa la principal encargada de la última actuación antes del cierre para iniciar un plan de restauración que llevó más de un año. En los últimos años intérpretes de las características de Charly García, Luis Alberto Spinetta, Dino Saluzzi, Luis Salinas, Gustavo Cerati, Soledad, Los Nocheros o Memphis La Blusera, o un tributo a la memoria de Atahualpa Yupanqui.
En 2015 se presentó un ciclo de presentaciones de música popular llamado "Elegidos", primero por artistas masculinos, luego por artistas femeninas y un último recital mixto. Entre los artistas, participaron Jorge Rojas, el Chaqueño Palavecino, Guillermo Fernández, Raúl Lavié, Valeria Lynch, Marcela Morelos, Ramona Galarza y Karina, La Princesita. 
Estas presentaciones, raras a la tradición de la sala, tuvieron diversas recepciones: Fueron consideradas un valioso intento de romper con un perfil elitista. También fueron atacadas especialmente por el abuso de la amplificación que desnaturaliza las características de la sala. Finalmente otra opinión alega que la música no se divide entre clásica y popular o entre culta e inculta, sino entre buena y mala música y en ese espacio hay lugar para todos los géneros.

## El cine y el Teatro Colón
En 1918 Federico Valle dirigió un cortometraje de animación de diez minutos en la misma línea de humor, imaginación y sátira yrigoyenista de El apóstol, que tituló Una noche de gala en el Colón y también fue conocida como Carmen Criolla, porque su acción transcurría en el teatro Colón mientras se realizaba una función de gala con la representación de la ópera Carmen, de Bizet. La primera parte de la película está animada por muñecos y comienza en el vestíbulo, con la llegada de los personajes y formación de corrillos, sigue con la entrada a la sala y concluye cuando todos están ya sentados. La segunda, en dibujos, consiste en la representación de la opera, con Yrigoyen haciendo de Carmen - ministros y amigos como otros personajes - Don José Escamillo, Micaela, el Remendao- acompañados todos por una orquesta integrada por gatos.
Diógenes Taborda hizo los diseños de los "tipos" y además de figuras del yrigoyenismo estaban incluidos otras personalidades de la época, como Benito Villanueva, Julito Roca (futuro vicepresidente de Justo), Saavedra Lamas (futuro premio Nobel de la Paz y ministro de Relaciones Exteriores del mismo gobierno) y Guerrico Williams (propietario de una prestigiosa casa de remates) así como también conocidos personajes excéntricos de la ciudad como el "Payo" Roque y el "Negro" Raúl. Sobre los originales diseñados por Taborda un escultor confección6 los modelos en plastina; luego de las correcciones se prepararon moldes y se hicieron y pintaron los muñecos definitivos. Para los que representaban los personajes que tenían que hablar, se hicieron varias cabezas con diferentes posturas de labios, enarcamiento de cejas, etc., de manera que al fotografiarse según cierto orden dieran la ilusión de estar conversando. El ambiente del Colón fue reproducido por Ducaud en una minuciosa maqueta.
La película El gran robo, dirigida por Rossano Brazzi y protagonizada por Brazzi, Ann-Margret, Lando Buzzanca y Barbara Nichols, trataba sobre una superbanda y su plan para robar a todos los asistentes a una función del Teatro Colón.